# 宽壳胡桃蛤
宽壳胡桃蛤（学名：Nucula convexa），又名米色銀錦蛤、中廣銀錦蛤，是弯锦蛤目银锦蛤科银锦蛤属的一种。主要分布于中国大陆，常栖息在水深40米以内、软泥底。